# Кол деј Мич (Белуно)
Кол деј Мич (итал. Col dei Mich) је насеље у Италији у округу Белуно, региону Венето.
Према процени из 2011. у насељу је живело 26 становника. Насеље се налази на надморској висини од 792 м.